# Acoustic Live
Albums de Erasure
Union Street
(2006) On the Road to Nashville
(2007)
Acoustic Live est un album live double-CD du groupe britannique Erasure, enregistré en concert acoustique, le 19 avril 2006 à Londres au Shepherd's Bush Empire, une salle d'une capacité de 2 000 places. Ce double-CD parut le 10 mai 2006 au Royaume-Uni.
Au cours de ce concert, 5e date de la tournée "The Acoustic Tour", Erasure interprétaient en live tous les titres de l'album acoustique Union Street (paru au début du même mois d'avril 2006), sauf Blues Away.
Pour la plupart, il s'agit donc de ballades lentes ou mid-tempo, l'ambition initiale du groupe dans cette démarche étant de mettre un coup de projecteur sur des chansons peu connues de leur répertoire grâce à des arrangements différents. Cependant, afin de remplir leurs salles de concerts, Erasure durent également interpréter, et pour la première fois en acoustique, quelques-uns de leurs tubes pop habituels tels que Sometimes, Victim Of Love, A Little Respect, Chains Of Love, Stop!, Blue Savannah ainsi que Love To Hate You que l'on retrouve donc sur ce double-CD.
Exceptionnellement pour cette tournée acoustique du printemps 2006, les membres permanents d'Erasure, Vince Clarke et Andy Bell, s'étaient entourés d'une formation de musiciens country.
Ce double-album live se présente en boîtier cartonné digipack. Le recto de la pochette est quasiment identique à celui de la pochette de Union Street (représentant la façade de la maison abritant le studio d'enregistrement), à la différence que le logo "Erasure" est légèrement plus petit et imprimé en relief. Quant au verso, il est très différent puisqu'il montre quelques photos miniatures du concert, en noir et blanc, au lieu du croquis représentant Vince Clarke et Andy Bell.
On retrouve la plupart des titres de ce live sur le DVD On the Road to Nashville, un autre concert de la même tournée, filmé le 6 mai 2006 à Nashville.

## Les musiciens sur scène
- Vince Clarke - guitares / mandoline / melodica
- Andy Bell - chant
- Valerie Chalmers - chœurs / percussion
- Jill Walsh - chœur / harmonium / Melodica
- Ben Wittman - batterie et percussions diverses
- Smith Curry - Pedal steel / guitare Dobro
- Richard Hammond - basse
- Steve Walsh - guitares

## Liste des titres
| 1.  | Home            | Chorus, en 1991     | 5:46 |
| 2.  | Boy             | Cowboy, en 1997     | 4:20 |
| 3.  | Victim Of Love  | The Circus, en 1987 | 3:21 |
| 4.  | Stay With Me    | Erasure, en 1995    | 5:41 |
| 5.  | Love Affair     | Cowboy, en 1997     | 5:09 |
| 6.  | Oh L'amour      | Wonderland, en 1986 | 3:14 |
| 7.  | Alien           | Loveboat, en 2000   | 4:19 |
| 8.  | Blue Savannah   | Wild!, en 1989      | 6:09 |
| 9.  | Spiralling      | The Circus, en 1987 | 2:51 |
| 10. | How Many Times? | Wild!, en 1989      | 3:43 |

| 1.  | Sometimes         |                   | The Circus, en 1987             | 5:48 |
| 2.  | Tenderest Moments |                   | Run To The Sun, en 1994         | 5:36 |
| 3.  | Ship Of Fools     |                   | The Innocents, en 1988          | 4:02 |
| 4.  | Love To Hate You  |                   | Chorus, en 1991                 | 5:41 |
| 5.  | Against My View   | Elizabeth Straton |                                 | 3:51 |
| 6.  | Piano Song        |                   | Wild!, en 1989                  | 3:51 |
| 7.  | Rock Me Gently    |                   | Erasure, en 1995                | 5:58 |
| 8.  | Stop!             |                   | Crackers International, en 1988 | 4:15 |
| 9.  | Chains Of Love    |                   | The Innocents, en 1988          | 6:08 |
| 10. | A Little Respect  |                   | The Innocents, en 1988          | 4:00 |